# 甲南大学体育会ラグビーフットボール部
甲南大学体育会ラグビーフットボール部（こうなんだいがくたいいくかいラグビーフットボールぶ、Konan University Rugby Football Club）は、甲南大学のラグビー部である。関西大学ラグビーリーグ戦Bリーグに所属(2020年度)

## 過去のタイトル
- 全国地区対抗大学ラグビーフットボール大会 : 1955年度、1956年度の2年連続優勝。

## 主な在籍選手
- 山添桐羽（主将、WTB / 東海大大阪仰星高）
- 佐藤也（副将、PR / 六甲アイランド高）
- 岡田大地（副将、SO / 報徳学園高）

## 活動停止と再開
2012年4月。ラグビー部内で20年以上に渡って引き継がれてきた神戸市兵庫区の寺でお守りやお札を授与するアルバイトにおいて、学生が参拝客から見えない角度で下半身（具体的には、尻）を出し女児に接客。別の部員によりその様子が撮影された。同部のOBが平成20年在学時に、同じく下半身（尻）を出した状態で撮影された画像とともにTwitterに投稿され問題が発覚。当初、学生は福海寺に対しインターネット掲示板「2ちゃんねる」による画像捏造だと主張。後に甲南大学の調査により下半身（尻）を出した事実を認める。一部全国紙に「下半身露出」「女児」などの見出し文字でセンセーショナルに報道された為、わいせつ行為と勘違いされたが、実際は仲間内で尻を出して喜ぶという程度の低い悪ふざけであった。
甲南大学は「本学の理念に反する行為」として、ラグビー部を13日付で無期限活動停止とする処分を決定。
3か月後の2012年7月12日にこの処分は、解除された。